# Городская среда обитания
Городская среда обитания (проживания) — совокупность конкретных основополагающих условий, созданных человеком и природой в границах населенного пункта, которые оказывают влияние на уровень и качество жизнедеятельности человека. Городская среда обитания формирует отношение человека к городу и системе управления.
Среда обитания создается благодаря действию следующих факторов: антропогенного, абиотического и биотического. Антропогенные факторы — сформированы человеком, биотические — живой природой, абиотические — неживой природой.
Городская среда обитания  подлежит тщательному описанию, изучению и оценке со стороны ученых урбанистов с целью создания комплексных программ развития территорий, направленных на удовлетворение потребностей населения и создание благоприятной среды.

## Определение понятия
Определение понятия «городская среда обитания (проживания)» было разработано и введено в научный оборот Общероссийской общественной организацией «Российский союз инженеров», Министерством регионального развития РФ и Федеральным агентством по строительству и жилищно-коммунальному хозяйству РФ в ходе выполнения подпункта г) пункта 1 Поручений Президента РФ № Пр-534 от 29 февраля 2012, выданного по итогам совещания «О мерах по реализации жилищной политики» от 14 февраля 2012 г.
В дальнейшем, согласно пункта 4 перечня поручений Председателя Правительства РФ от 20 марта 2012 г.  № ВП-П9-1581 «О разработке методики оценки качества городской среды проживания и проведения такой оценки в крупных городах России» Министерством регионального развития РФ, Российским союзом инженеров, Федеральным агентством по строительству и жилищно-коммунальному хозяйству, Федеральной службой по надзору в сфере защиты прав потребителей и благополучия человека, а также Московским государственным университетом им. М.В. Ломоносова была разработана методика оценки оценки качества городской среды проживания (обитания). Методологической основой оценки качества городской среды проживания (обитания) стала методика, созданная Российским союзом инженеров при формировании Генерального рейтинга привлекательности Российских городов.
В мае 2013 г. методика оценки городской среды обитания была одобрена Заместителем Председателя Правительства РФ Д.Н. Козаком  с указанием Минрегиону России о проведении оценки качества городской среды проживания (обитания) на постоянной основе, т.е. ежегодно.
Понятие "городская среда обитания (проживания) является базовым для двух других:
- — способность городской среды  удовлетворять объективные потребности и запросы жителей города в соответствии с  общепринятыми в данный момент времени нормами и стандартами жизнедеятельности.
- Оценка качества городской среды обитания (проживания) — установление количественного значения качественных показателей городской среды проживания, способного обеспечить сравнение с установленными критериями.

## Практическое значение
Городская среда обитания изучается и оценивается с помощью количественных и качественных показателей с целью проведения комплексной оценки результатов городского строительства и управления. Оценки деятельности руководителей городов, распределения инвестиций, принятия управленческих и кадровых решений.
Исполнительные органы власти России с помощью Генерального рейтинга привлекательности городской среды обитания (проживания) осуществляют ежегодный мониторинг состояния городской среды и через СМИ доводят результаты этой оценки до широкой общественности.

## Теоретическое значение
Изучение и оценка городской среды обитания (проживания) имеет большое значение для оценки качества жизни в городах.  

### Разнообразие
Теоретики градостроительства придают большое значение разнообразию городской архитектуры. Так, по мнению известного датского градостроителя Яна Гейла, хороший город должен быть устроен таким образом, чтобы среднестатистический пешеход, двигающийся со скоростью примерно 5 км/ч, встречал новое интересное место примерно каждые пять секунд.

### Психология
Специалисты по психогеографии утверждают, что городская среда оказывает значительное влияние на психологическое состояние жителей. Плохое проектирование среды и однообразие архитектуры приводит к развитию скуки и снижению «уровня счастья» у горожан.